# 神保悟志
神保 悟志（じんぼ さとし、1962年12月3日 - ）は、日本の俳優・タレントである。本名同じ。旧芸名：神保 悟。静岡県駿東郡清水町出身。ホリプロ・ブッキング・エージェンシー所属。

## 人物・来歴
私立三島高等学校（現・知徳高等学校）を経て横浜歯科技術専門学校卒業。普通自動車運転免許、歯科技工士免許取得。妻は宝塚歌劇団卒業生で女優の鮎ゆうき。趣味は総合武術、馬術、野球、ゴルフと多彩である。
生年は公称で1964年としていたが、実際は1962年であることをフジテレビの『ウチくる!?』で公表している。高校在学中に役者の道を志すが、進学校だったために「役者になる」と言えず、表向きは歯科技工士になるため専門学校へ通うということで上京する。
1990年頃から数々の作品に出演し、クールなビジネスマン・キャリア官僚・冷徹なエリート役がハマり役とされ、特に『相棒』における大河内監察官役が当たり役となった（一部ファンからは「ラムネ」と呼ばれ、登場すると話題になるほど）。
妻である鮎ゆうきとは1999年からの『温泉へ行こう』シリーズで共演したのをきっかけに交際を始め、2001年6月に結婚。交際5カ月とかなりのスピード婚だった。きっかけは、かなり過酷な昼ドラの撮影現場となると文句のひとつも言いたくなるところだが、鮎は撮影中はもちろんのこと、長い待ち時間でも文句も愚痴も言わず、周囲に気が遣えることに対して神保は「女優としてもすごいけど、人間としても素晴らしい」と以前から尊敬していたという。結婚後、一度もケンカしたことがなく、マネージャーからも「どんなに機嫌が悪くても、奥さんからの電話には嬉しそうにニコニコしながらしゃべる」と言われている。さらに2人の娘たちからも「パパとママはラブラブだね」と呆れられるほど仲が良い。2人の娘の事も大好きであり、夫婦の相性を占う企画にて「子供を溺愛しすぎて亀裂が入るかもしれない」と言われたが「だって子供も可愛いじゃないですか。仕方ないですよ。開き直りますよ」と笑顔で答えた。
2000年代には川上麻衣子や北原佐和子とともに、東海テレビ制作の昼ドラの常連だった（『牡丹と薔薇』など）。
仮面ライダーシリーズにおいては、2002年の『仮面ライダー龍騎』で香川英行 / オルタナティブ・ゼロ役として出演し、その後は2008年の『仮面ライダーキバ』ではゲストの三宅徹（ライノセラスファンガイアの人間体）役、2011年の『仮面ライダーフォーゼ』では準レギュラーの佐竹剛役として出演した。
牡蠣が大好物で、祝い事があると食している。
『相棒』での演技は、本人曰く「赤坂の会員制クラブで学んだ」。
2025年4月30日付で「GTZ」を退所し、2025年5月1日から「ホリプロ・ブッキング・エージェンシー」所属になったことを発表した。

## 出演

### テレビドラマ

#### NHK
- 大河ドラマ
  - 翔ぶが如く（1990年） - 神林吾郎
  - 徳川慶喜（1998年） - 林忠五郎
  - 葵 徳川三代（2000年） - 大久保忠常
  - 西郷どん（2018年） - 長野主膳
- BS日曜ドラマ 海峡（1997年）
- BSドラマ・NHKドラマ館 チョコレート革命（1998年）
- よるドラ 『精霊流し』（2002年）
- 金曜時代劇 ゆうれい、貸します（2003年）
- ふたつのスピカ 第6-最終話（2009年7月） - 刈谷譲二
- NHK正月時代劇・隠密秘帖（2011年1月1日） - 徳川治保
- おわこんTV（2014年） - 黒下アカオ
- ダークスーツ（2014年） - 安城博信
- デザイナーベイビー - 速水刑事、産休前の難事件 -（2015年） - 日村健吾
- 最後のレストラン（2016年、NHK BSプレミアム） - オクタヴィアヌス  ほか[5]
- クロスロード〜声なきに聞き形なきに見よ〜（2016年） - 畠山秀行
- スニッファー ウクライナの私立探偵（2016年） - 石垣刑事
- 捜査会議はリビングで! 第4回「ミステリーツアーは踊る。」（2018年8月5日、NHK BSプレミアム） - 和田祐一
- ダイアリー（2018年9月9日 - 30日、NHK BSプレミアム） - 桧山昇
- フェイクニュース あるいはどこか遠くの戦争の話（2018年10月20日・27日） - 松村慶次
- タリオ 復讐代行の2人 第3話（2020年10月23日） - 上川太一
- 善人長屋 第4話（2022年7月29日、NHK BSプレミアム・BS4K）[6]

#### 日本テレビ
- 刑事貴族2 第13話（1991年7月26日）
- 火曜サスペンス劇場
  - 松本清張スペシャル・影の地帯（1993年4月27日） - 木崎
  - 名無しの探偵シリーズ（10） ガーベラの女（1993年6月1日）
  - 女監察医・室生亜季子（20） 拳銃（1996年） - 岡本刑事
  - 15周年記念特別企画4 共犯関係（1996年）
  - 出張弁護士・青山萌子 北へ向かう人（2005年）
- 探偵家族 第2話 （2002年） - 下田祐一郎
- anego[アネゴ] 第4話・第5話（2005年） - 斉藤恭一
- 地獄少女 第2話（2006年） - 篠田誠
- 探偵学園Q（2007年） - 五十嵐匠
- ザ・クイズショウ 第2話（2009年4月25日） - 川上大輔
- FACE MAKER（2010年10月 - 12月） - 沢田刑事 役※OPナレーションも担当
- 黄金の豚-会計検査庁 特別調査課- 第3話（2010年11月3日） - 国枝公一
- 秘密諜報員 エリカ（2011年11月10日） - 犬飼真人
- フレネミー -どぶねずみの街-（2013年7月 - ）
- 花咲舞が黙ってない 第3話（2014年4月30日） - 須賀住男
- 掟上今日子の備忘録 第1話・第5話（2015年10月10日・11月7日） - 重信
- 青春探偵ハルヤ〜大人の悪を許さない!〜 第5話（2015年11月12日） - 宮沢公平
- そして、誰もいなくなった（2016年7月 - 9月） - 鬼塚孝雄
- ずっと笑ってた（2017年11月26日） - 高校時代の明石家さんま（演・北村匠海）と対立してた体育教師・乾實 [7]
日本テレビ『誰も知らない明石家さんま ロングインタビューで解禁!』内ドラマ
- Missデビル 人事の悪魔・椿眞子 第2話「セクハラ上司に美脚ハイキック!」（2018年4月21日） - 浅岡章二
- 探偵が早すぎる（2018年7月 - 9月、読売テレビ） - 大陀羅亜謄蛇 [8]
- ドロ刑 -警視庁捜査三課- 第7話「白い巨塔に潜入捜査!! 大学病院の闇!! 真実の緊急手術」（2018年11月24日） - 安斎隆
- 頭に来てもアホとは戦うな!（2019年4月22日 - 6月24日） - 谷村晴彦 [9]
- 白衣の戦士! 最終話「ナースをやめさせられる!? 仕事も恋も最大のピンチ」（2019年6月19日） - 大橋正司
- くりぃむしちゅーの掘れば掘るほどスゴイ人（2021年6月30日） - 古賀稔彦 [10]
- ムチャブリ！わたしが社長になるなんて（2022年1月12日 - 3月16日） - 古賀道夫 [11][12]
- ブラッシュアップライフ 第9話・最終話（2023年3月5日・12日） - 中村真一 [13]
- 自転しながら公転する（2023年12月14日・21日・28日） - 与野修[14]
- どうか私より不幸でいて下さい（2024年7月10日 - 9月25日） - 相原剛[15]
- マル秘の密子さん（2024年7月13日 - 9月28日） - 九条謙一[16]
- DOCTOR PRICE 第1話（2025年7月6日） - 七海竜騎[17]

#### TBS
- 学校があぶない（1992年）
- 父の鎮魂歌-海軍主計大尉小泉信吉（1992年）
- 愛していると言ってくれ（1995年）
- 愛とは決して後悔しないこと（1996年）
- 東芝日曜劇場 ふたりのシーソーゲーム（1996年） - 松山大樹
- 愛の劇場 温泉へ行こう - Let's go ONSEN 1 - 5（1999年 - 2004年） - 海堂慎也
- しあわせのシッポ（2002年） - 山口悟
- ブラックジャックによろしく - Say hello to BLACK JACK -（2003年4月 - 6月） - 鳥一郎
- 星野仙一物語 〜亡き妻へ贈る言葉（2005年）
- 嫌われ松子の一生 第7話以降（2006年） - 池谷実
- 弁護士のくず 第7話（2006年） - 羽根田真一
- Around40〜注文の多いオンナたち〜（2008年4月 - 6月） - 竹内彰夫
- ブラッディ・マンデイ（2008年10月 - 12月） - 敷村壮介
- スマイル 第2話（2009年4月24日） - 判事
- 水戸黄門 第40部 第4話「赤と青 風車の秘密!・米沢」（2009年8月17日） - 速水源内
- 特上カバチ!! 第3話（2010年1月31日） - 黒川
- タンブリング（2010年5月） - 高杉直哉
- 華和家の四姉妹 （2011年7月10日）
- 桜蘭高校ホスト部 （2011年7月29日） - 野武
- ATARU（2012年5月27日） - 和田拓馬
- 黒の女教師（2012年8月10日） - 安田孝一
- 隠蔽捜査（2014年1月13日） - 牛島陽介
- このミステリーがすごい! ベストセラー作家からの挑戦状「ダイヤモンドダスト」（2014年12月29日） - 片桐吾郎
- 99.9-刑事専門弁護士- SEASON I 最終話「今夜完結!! チーム斑目が挑む最後の難事件 因縁の宿敵…秘めた思い…いざ最終決戦!!」（2016年6月19日） - 高山浩介
- 月曜ドラマスペシャル→月曜ミステリー劇場→月曜ゴールデン→月曜名作劇場
  - 2時間7分の身代金（1993年）  - 川村登
  - 夫婦の危機シリーズ3 消えない記憶（1994年5月16日）
  - 夫婦の危機シリーズ ある朝突然に…（1995年）
  - 浅見光彦シリーズ
    - 浅見光彦シリーズ6「小樽殺人事件」（1996年4月1日） - 霜村俊澄
    - 浅見光彦シリーズ28「高千穂伝説殺人事件〜歌わない笛〜」（2009年10月5日） - 三原智之

  - タクシードライバー咲坂都2（1996年12月2日）
  - 丹下晋蔵熱血記 函館望郷編（1997年）
  - ホステス探偵危機一髪3（2001年6月25日） - 高杉慎吾
  - 税務調査官・窓際太郎の事件簿
    - 税務調査官・窓際太郎の事件簿9（2002年12月23日） - 広田敬一
    - 税務調査官・窓際太郎の事件簿20（2010年3月22日） - 喜納英一

  - 弁護士・猪狩文助5「二つの遺言書」（2003年8月25日） - 城野伊三夫
  - 弁護士 朝吹里矢子3「放火殺人の謎」（2003年10月20日） - 渡光一
  - 財務捜査官 雨宮瑠璃子1（2004年6月14日） - 多田野浩一
  - 万引きGメン・二階堂雪13「貧乏嫌い」（2005年5月23日） - 佐倉成人
  - 森村誠一サスペンス5「音」（2005年5月30日） - 田岡伸一郎
  - ムコ入り刑事2 高山家・明の事件ファイル（2005年12月12日） - 田辺光一
  - 占い師みすず 事件は運命の彼方に3（2008年6月23日） - 工藤友治
  - 弁護士 一之瀬凛子2（2010年1月18日） - 池内秀明
  - 刑事シュート しゅうと&ムコの事件日誌 - 若林晃 
    - 刑事シュート4 しゅうと&ムコの事件日誌（2013年4月1日）
    - 刑事シュート5 しゅうと&ムコの事件日誌（2015年3月2日）

  - 特別企画・全盲の僕が弁護士になった理由〜実話に基づく感動サスペンス!〜（2014年12月1日） - 岡田
  - 新・浅見光彦シリーズ5「天城峠殺人事件」（2019年1月7日） - 林田

#### フジテレビ
- 29歳のクリスマス（1994年）
- For You（1995年） - 豊原孝
- 金曜エンタテイメント
  - 横溝正史サスペンス（6） 女怪（1996年4月26日） - 跡部通泰/賀川春樹
  - 女子アナ刑事　華麗なる財宝殺人（2002年1月25日） - 島津猛
  - お気らく主婦の大冒険（4） 豪華ホテル&グルメ殺人事件（2002年3月29日）
  - 山村美紗サスペンス 京都女優シリーズ（7）新選組殺人事件（2004年7月16日） - 橘倫太郎
  - 山村美紗サスペンス 雨月物語殺人事件（2004年9月3日） - 小笠原忠夫
  - 事件調査員 南条真琴 東京〜隠岐 摩天崖殺人事件（2005年2月25日） - 南条雄一郎
- いいひと。（1997年）
- 甘い結婚（1998年1月 - 3月）
- WITH LOVE（1998年4月 - 7月）
- ハッピーマニア（1998年7月 - 9月） - 中島俊介
- 花村大介（2000年7月 - 9月）
- 編集王（2000年10月 - 12月）
- 世にも奇妙な物語'01春の傑作選 「太平洋は燃えているか?」（2001年）
- 天体観測（2002年7月 - 9月） - 吉田課長
- いつもふたりで（2003年1月 - 3月）
- 東海テレビ制作昼の帯ドラマ
  - 牡丹と薔薇（2004年1月 - 3月） - 野島（是沢）豊樹
  - 新・風のロンド（2006年1月 - 3月） - 野代大介
  - さくら心中（2011年1月 - 3月） - 櫛山唯幸
  - 鈴子の恋（2012年） - 三遊亭柳枝
  - 天国の恋（2013年） - 薦田時夫
  - ほっとけない魔女たち（2014年） - 林晃司
  - 新・牡丹と薔薇（2015年） - 貸金融業社長
- 大奥〜第一章〜（2004年） - 稲葉正成
- ヒミツの花園 第2話以降（2007年） - 謎の男・龍二
- お台場探偵羞恥心 ヘキサゴン殺人事件（2008年） - 神原田孝
- 白い春 （2009年4月） - 水上刑事
- オトメン（乙男）〜夏〜（2009年8月22日・9月5日） - マサ
- 美しい隣人（2011年1月11日・25日） - 石森
- 大切なことはすべて君が教えてくれた（2011年1月17日） - 佐伯正則
- BOSS 2ndシーズン（2011年6月30日） - 西郡住夫
- 私が恋愛できない理由（2011年11月7日） - 新井
- リーガル・ハイ（2012年） - 池部社長
- 再会（2012年） - 盛田昭二
- 余命（2013年） - 桑野茂男
- 秋のスペシャルドラマ ハクション大魔王（2013年11月17日） - 先代の社長
- チーム・バチスタ4 螺鈿迷宮 第6話 - 神岡良平
- 嘘の戦争（2017年） - 六車了司
- カンテレ開局60周年特別ドラマ・僕が笑うと（2019年3月25日、関西テレビ） - 渡辺又五郎
- ストロベリーナイト・サーガ 第2話「死体なき殺人! 謎を呼ぶ真実の連鎖」・第3話「究極の父性!? 哀しき殺人者の慟哭」（2019年4月18日・25日） - 日下守
- 純愛ディソナンス（2022年7月14日 - 9月22日） - 新田秀雄
- 全領域異常解決室 第3話（2024年10月23日） - 真鍋哲[18][19]
- 金曜プレステージ
  - ドクター小石の事件カルテ（4）（2008年2月）
  - 警部補 佐々木丈太郎1（2009年） - 安田次郎
  - 検事・霞夕子シリーズ（2011年 - ） - 占部明日香
  - 医療捜査官 財前一二三3（2012年） - 塚本将道
  - 剣客商売 御老中暗殺（2012年8月24日） - 一橋治済
- 土曜プレミアム
  - 阪神・淡路大震災から15年 神戸新聞の7日間 〜命と向き合った被災記者たちの闘い〜（2010年1月16日） - 神戸新聞社会部記者・望月克二
- 赤と黒のゲキジョー
  - スペシャルドラマ 上流階級〜富久丸百貨店外商部〜（2015年1月16日） - 人事部長
  - 瀬在丸紅子の事件簿〜黒猫の三角〜（2015年2月6日） - 林刑事
- 連続企業爆破テロ 40年目の真実（2015年5月22日） - 警視庁公安1課長・小黒隆嗣
- 金曜プレミアム
  - 外科医 鳩村周五郎14（2016年） - 篠原靖彦
  - 本当にあった女の人生ドラマ「本当の幸福」（2016年） - 川上正雄 [20]
  - おばさんデカ 桜乙女の事件帖16（2017年） - 川越洋治
- 直撃!シンソウ坂上
  - 「三菱銀行人質事件」（2018年4月19日） - 大阪府警本部長 吉田六郎
  - 「元号をとれ!」（2019年1月10日） - 毎日新聞東京本社 編集局政治部部長 伊達栄治

#### テレビ朝日
- はぐれ刑事純情派（1993年） - 百瀬信行
- 遠山の金さんVS.女ねずみ（1997年）
- 土曜ワイド劇場
  - 終着駅シリーズ
    - 終着駅シリーズ7「街」（1997年3月22日） - 中岡知彦
    - 終着駅シリーズ18「破婚の条件」（2005年8月20日） - 中西光彦

  - 20周年特別企画 西村京太郎トラベルミステリー 特急白山6時間06分殺意の赤いシグナル!（1997年8月2日） - 大倉刑事
  - 殺人迷宮課の名警部 連鎖の追跡（1998年7月18日） - 阿部刑事
  - 探偵事務所 哀しき逃亡者（1999年6月12日） - 桜庭雄一
  - お祭り弁護士・澤田吾朗（2000年5月6日） - 冬木悟
  - 狩矢父娘シリーズ 京都貴船川殺人事件（2000年10月28日） - 森三郎
  - 事件
    - 事件9（2001年）
    - 事件11（2004年）
    - 事件13（2008年8月30日） - 池田検事
    - 事件16（2015年5月30日） - 金沢憲司

  - 科学捜査研究所・文書鑑定の女（2002年） - 生田泰樹
  - 検事・朝日奈耀子 聴診器を持つ女検事（2003年） - 江口俊之
  - タクシードライバーの推理日誌17（2003年） - 中川公彦
  - おばはん刑事!流石姫子8（2003年）
  - はみだし弁護士・巽志郎8（2004年）
  - ハラハラ刑事〜危険な二人の犯罪捜査〜（2004年） - 藤村博久
  - 刑事の妻〜デカツマ〜（2005年）
  - 京都南署鑑識ファイル1（2005年10月29日） - 二条真太郎
  - 温泉医（ぽっかや）殺人事件カルテ5（2006年3月11日）
  - 新・警視庁女性捜査班（2006年6月10日）
  - 山村美紗十三回忌追悼　京料理殺人事件（2008年5月24日） - 永井敦史
  - 火災調査官・紅蓮次郎10（2010年2月13日） - 広川貢
  - 再捜査刑事・片岡悠介2（2011年6月25日） - 飯倉英司
  - 私は代行屋!2 〜事件推理請負人〜（2013年11月2日） - 樋口誠司
  - セイアン〜生活安全特捜隊（2014年11月29日） - 剣持刑事
  - 特別企画 スペシャリスト4（2015年12月12日） - 稲城成重
  - 終着駅の牛尾刑事VS事件記者・冴子15（2016年1月9日） - 山崎克也
- 日曜ワイド
  - 「庶務行員 多加賀主水が許さない」（2017年） - 神無月部長
- ボディガード（1997年7月 - 9月） - 沢木実
- プリティーモンキー（1998年） - 本郷
- 外科医・夏目三四郎（1998年10月 - 12月） - 蓮見淳
- はみだし刑事情熱系
  - PART4 最終話「ありがとうみゆき 君に会えてよかった…父が残した涙の遺書 爆弾の雨と死の商人!!」（2000年3月29日） - 溝口刑事
  - PART5 第22話「3つの顔の女スリ!? 復讐の指先」（2001年3月14日） - 須崎社長
  - PART6 第6話「泣かない女の殺意!! 写真誌が狙う人妻…」（2001年11月7日） - 山岡
- YASHA-夜叉-（2000年） - 今井達也
- OLヴィジュアル系（2000年）
- ココだけの話 第8回（2001年）
- 仮面ライダーシリーズ
  - 仮面ライダー龍騎（2002年9月29日 - 11月24日） - 香川英行
  - 仮面ライダーキバ 第13・14話（2008年4月） - 三宅徹
  - 仮面ライダーフォーゼ（2011 - 2012年） - 佐竹剛
- 眠れぬ夜を抱いて 〜thinking of your true Love〜（2002年） - 楢崎本部長
- 逮捕しちゃうぞ（2002年10月 - 12月）
- 恋は戦い!（2003年1月 - 3月）
- 京都鴨川東署迷宮課 おみやさん 第2シリーズ（2003年）
- 特命係長 只野仁（2003年7月 - 9月）
- 相棒（2003年10月 - ） - 大河内春樹
- 霊感バスガイド事件簿（2004年） - 早坂
- ああ探偵事務所（2004年7月 - 9月） - 黒木
- アタックNo.1（2005年4月 - 6月）
- アストロ球団（2005年） - 長嶋茂雄
- アンナさんのおまめ 第8話「まさかのキャバクラNo.1!! 女の戦い勃発」（2006年12月1日） - 神崎岩雄
- 帰ってきた時効警察（2007年） - 九門竜
- 八州廻り桑山十兵衛〜捕物控ぶらり旅（2007年） - 勘助
- 4姉妹探偵団（2008年） - 水口巡査
- パズル（2008年） - 青柳龍二郎
- ロト6で3億2千万円当てた男（2008年7月 - 9月）
- サラリーマン金太郎 第9話（2008年12月5日） - 和田
- 警官の血（2009年） - 桂木裕
- 必殺仕事人2009（2009年） - 富吉 （弁天の吉蔵）
- メイド刑事（2009年） - 青柳志朗
- アンタッチャブル〜事件記者・鳴海遼子〜（2009年） - 湊プロデューサー
- 同窓会〜ラブ・アゲイン症候群（2010年） - 西川正隆
- 女帝 薫子（2010年） - 市村隆
- 警視庁継続捜査班 第5話（2010年8月19日） - 香川
- 霊能力者 小田霧響子の嘘 第7 - 9話（2010年11月21日 - 12月5日） - 白井刑事
- アスコーマーチ〜明日香工業高校物語〜（2011年4月 - 6月） - 岡野
- 陽はまた昇る （2011年9月15日） - 倉持監察官
- ジウ 警視庁特殊犯捜査係 （2011年9月） - 大沼堅次郎
- 俺の空 刑事編 第6話「爆弾女 立てこもり 60分で仇討ち!?」（2011年11月20日） - 岡村徹
- 灰色の虹（2012年5月19日） - 綾部和久
- 都市伝説の女（2012年5月18日） - 須貝修一
- 京都地検の女 第8シリーズ 第3話「京都西陣赤い帯の罠二度死んだ婚約者!!」（2012年8月2日） - 野崎文夫
- 匿名探偵（2012年12月7日） - 田丸
- おトメさん（2013年1月 - 3月） - 一条真哉
- ダブルス〜二人の刑事 第6話「涙の捜査…銃口は相棒に向いた」（2013年5月23日） - 真鍋信介
- 緊急取調室 FIRST SEASON 第4話「挑発する男」（2014年2月6日） - 三木本史郎
- 死神くん 第2話「悪魔誕生 デスノートで上司のいじめに復讐する男!?」（2014年4月25日） - 黒川弘樹
- 黒服物語（2014年10月 - ） - 小川義彦
- 最後の証人（2015年1月24日） - 田沢広
- 天使と悪魔-未解決事件匿名交渉課- CASE 5「あけび山の殺人事件」（2015年5月8日） - 伊東隆一
- アイムホーム 第6話「最後の家族旅行で…よみがえる記憶!! 妻に仮面の告白」（2015年5月21日） - 地元のお店の店主
- 陰陽師（2015年9月13日） - 賀茂保憲
- ハッピー・リタイアメント（2015年10月18日） - 永田
- 就活家族〜きっと、うまくいく〜（2017年） - 綿引雄二
- 探偵少女アリサの事件簿（2017年1月28日） - 栗田達夫
- トットちゃん!（2017年） - 飛竜田之助
- BG〜身辺警護人〜 第2章 第1話「47歳でフリーに…!? 一人きりの危険な任務 氷点下70度の密室で…凶悪犯の命を守れ!!」（2020年6月18日） - 坂上司
- マリーミー!（2020年10月 - 12月） - 秋保圭
- ケイジとケンジ、時々ハンジ。 第7話（2023年5月25日） - 松平修二
- 新・暴れん坊将軍（2025年1月4日） - 奥平重徳
- 家政夫のミタゾノ 第7シーズン 第4話（2025年2月4日） - 工藤耕一 役[21]

#### テレビ東京
- 映画みたいな恋したい「泥棒成金」（1993年）
- 女と愛とミステリー
  - 事件記者 浦上伸介1（2001年） - 小此木宏
  - いなか刑事・伊原泰三の退職捜査日誌3（2002年12月25日） - 清水運転手
  - 警視正・日丸教授の事件ノート1（2003年） - 東山浩一
- 新春ワイド時代劇 忠臣蔵〜決断の時（2003年） - 勝田新左衛門
- 水曜ミステリー9
  - 密会の宿4 〜京都・箱根・鎌倉 不倫カップル連続失踪殺人事件〜（2005年）
  - 銀座高級クラブママ青山みゆき2 ナニワクラブママ女帝バトル殺人事件（2007年3月） - 天童祐一
  - 女かけこみ寺 刑事・大石水穂（2008年1月9日） - 門前鉄五郎
  - 事件記者 浦上伸介パート6/会津・猪苗代湖 〜赤べこ殺人事件〜（2008年4月） - 深井康也
  - 高村薫サスペンス・去りゆく日に（2009年2月25日）
  - 女かけこみ寺 刑事・大石水穂2（2009年7月15日） - 門前鉄五郎
  - 警視庁さくらポリス〜最強の姉妹捜査官〜（2016年5月18日） - 宮本拓也
- 刺客請負人 第2シリーズ 第2話（2008年8月1日）
- cafe吉祥寺で（2008年9月29日 - 12月26日） - 栗原太郎
- 三匹のおっさん2〜正義の味方、ふたたび!!〜 第1話（2015年4月24日） - 飛田丈
- さすらい署長 風間昭平13（2017年） - 富山祐介
- 下北沢ダイハード 第1話「裸で誘拐された男」（2017年7月21日） - 渡部修
- 新宿セブン 第8話「最終章! 甦るライターの記憶と処刑の歌…私の居場所はどこ?」（2017年12月1日） - ナベ
- 僕はどこから 第4話 - 最終話（2020年1月30日 - 3月19日） - 桐原崇
- 今野敏サスペンス 機捜235（2020年4月24日） - 熊井勝

#### テレビ熊本
- ドキュメンタリードラマ郷土の偉人シリーズ「空の開拓者 日野熊蔵伝」（2010年10月30日） - 主演・日野熊蔵（市毛良枝とW主演） [22]

#### WOWOW
- スケープゴート（2015年） - 田崎敬吾
- アオハライド Season1（2023年9月22日 - 11月10日） - 黒田隆教 役[23]
- ギフテッド Season2（2023年10月14日 - 12月2日） - 丸岡隆 役[24]
- 坂の上の赤い屋根（2024年3月3日 - 3月31日） - 笹井 役[25]

#### BSスカパー!
- アカギ（2015年7月17日 - 9月18日） - 安岡 
  - アカギ「竜崎・矢木編 ／市川編」（2017年10月13日 - 11月10日）
- 螻蛄 第4話・最終話（2016年3月11日・18日） - 羽鳥有介

### 映画
- すてごろ 梶原三兄弟激動昭和史（2003年、ジーピー・ミュージアム、リベロ） - 高森龍夫（高森三兄弟の父）
- 機関車先生（2004年、日本ヘラルド映画）
- 蒼き狼 〜地果て海尽きるまで〜（2007年、松竹） - タルグタイ
- 大阪府警潜入捜査官（2007年、アイコット） - 主演・杉崎和義
- 相棒シリーズ（東映） - 大河内春樹
  - 相棒 -劇場版- 絶体絶命! 42.195km 東京ビッグシティマラソン（2008年5月1日）
  - 相棒シリーズ 鑑識・米沢守の事件簿（2009年3月28日）
  - 相棒 -劇場版II- 警視庁占拠! 特命係の一番長い夜（2010年12月23日）
  - 相棒シリーズ X DAY（2013年3月23日）
  - 相棒 -劇場版III- 巨大密室! 特命係 絶海の孤島へ（2014年4月26日）
  - 相棒 -劇場版IV- 首都クライシス 人質は50万人! 特命係 最後の決断（2017年2月11日）
- BRAVE HEARTS 海猿 （2012年7月13日、東宝） - 角倉大吾
- 仮面ライダーシリーズ
  - 仮面ライダーフォーゼ THE MOVIE みんなで宇宙キターッ!（2012年8月4日、東映） - 佐竹剛  ※友情出演
  - 仮面ライダー×仮面ライダー ウィザード&フォーゼ MOVIE大戦アルティメイタム（2012年12月8日、東映） - 佐竹剛
- 真夏の方程式（2013年6月29日、東宝） - 中川雅人
- 復讐したい（2016年2月27日、キャンター） - 高橋肇
- 破裏拳ポリマー（2017年5月13日、KADOKAWA） - 八城章人
- ふたつの昨日と僕の未来（2018年12月22日、キャンター） - 悟 役[26]
- ショートフィルム「The Izakaya Dialogue」（2023年、ホッピービバレッジ） - 店長 役
- 劇場版ドクターX FINAL（2024年12月6日、東宝） - 音戸サトル 役[27]
- 田村悠人 ISOLATED（2025年6月6日、ライツキューブ）[28]

### オリジナルビデオ
- 新・鯨道 侠魂（2009年）全2作 - 主演・森田幸吉 
  - 新・鯨道 侠魂（2009年） - 高垣組組員
  - 新・鯨道 侠魂 完結編 （2009年） - 侠央会 初代会長
- 棒の哀しみ（2016年） - 大村組 倉内
- 炎神戦隊ゴーオンジャー 10 YEARS GRANDPRIX（2018年9月26日、東映） - 野泉進一郎 [29]

### 舞台
- ライ王のテラス（2016年3月、赤坂ACTシアター） - 宰相 役 [30]
- 音楽劇 アルトゥロ・ウイの興隆（2020年1月11日-2月2日、神奈川芸術劇場）
- モダンボーイズ（2021年4月3日 - 4月16日、東京・新国立劇場 中劇場）[31]
- アルキメデスの大戦（2022年10月 - 11月、シアタークリエ 他） - 山本五十六 役
- ジャンヌ・ダルク（2023年11月28日 - 12月17日、東京建物 Brillia HALL / 12月23日 - 26日、オリックス劇場） - ラ・トレムイユ卿 役[32][33]
- A BETTER TOMORROW -男たちの挽歌-（2024年6月24日 - 7月8日、日本青年館ホール / 7月12日 - 16日、オリックス劇場） - キン 役[34][35]
- 浪人街（2025年2月20日 - 3月16日、新橋演舞場 / 3月21日 - 28日、御園座 / 4月2日 - 10日、南座） - 小幡伝太夫 役[36]
- ブロードウェイ・バウンド（2025年9月4日 - 28日〈予定〉、PARCO劇場 / 10月2日 - 13日〈予定〉、COOL JAPAN PARK OSAKA WWホール） - ジャック 役[37]

### 配信ドラマ
- MALICE（2023年9月14日 - 、U-NEXT） - 中川満 役[38]

### 配信映画
- ナックルガール（2023年11月2日、Amazon Prime Video） - 大石義行 役 [39]

### PV
- blossom（浜崎あゆみ）

### バラエティ
- 朝だ!生です旅サラダ（朝日放送）
- お願い!ランキング（テレビ朝日） - 大河内春樹グッズ監察官
- 開運!なんでも鑑定団（テレビ東京）
- クイズ!ヘキサゴン（フジテレビ）
  - クイズ!ヘキサゴンII（フジテレビ）
- 名曲探偵アマデウス（NHK BShi）
- ルビコンの決断（テレビ東京）
- スタイルプラス（東海テレビ）
- SMAP×SMAP（関西テレビ・フジテレビ）
- チュー'sDAYコミックス 侍チュート!（毎日放送）
- ニョッキン7 （OHK岡山放送）
- 爆笑レッドカーペット（フジテレビ）
- PASSPO☆の尺うまTV（テレビ東京） - ミスター・尺うま監督
- 日立 世界・ふしぎ発見!（TBS）
- 秘密のケンミンSHOW（読売テレビ）
- 『ぷっ』すま（テレビ朝日）
- 世直しバラエティー カンゴロンゴ（NHK）
- R旅行社（BSフジ） - ナビゲーター
- ダウンタウンのガキの使いやあらへんで!（2013年4月14日 、日本テレビ）我が田中理不尽タイキック
- 静岡朝日テレビ開局40周年記念特別番組 池上彰と学ぶ なるほど!富士山7つの秘密 (2019年1月6日、テレビ朝日)[40]
- ぐるぐるナインティナイン（2016年7月7日・2022年12月29日、日本テレビ）
- 超入門!落語 THE MOVIE（NHK総合）
  - 粗忽長屋（2016年10月26日） - 八五郎 役
  - 妾馬（2017年2月8日） - 三太夫 役
  - ふだんの袴（2018年3月3日） - 武士 役
  - 寝床（2018年9月28日） - 商家の旦那 役

### CM
- J-PHONE
- 花王「サクセス」「メリット」「ヘルシア緑茶」
- ジョニー・ウォーカー「黒ラベル」
- 松下電器産業「ワインセラー」「パナファクス〜愛・静けさの中に〜」
- JR東海「のぞみ」
- 参天製薬「サンテ40」
- キシリクリスタル
- アサヒ飲料「ワンダ 金の微糖」メール編
- 日産自動車 「ラティオ（N17型）」
- 地盤ネット「地盤セカンドオピニオン篇」「地盤カルテ篇」
- 三井住友海上火災保険
- ヤプリ「社内共有 篇」 - WebCM[41]
- スーパー田子重「今川さん田子重で働く」篇（2020年、静岡ローカル）
- コスモ石油「ご近所さんもMyカーリース」篇（2021年）

### ナレーション
- 日経スペシャル ガイアの夜明け（テレビ東京、2014年5月27日放送分）
- ボクらの地球（BS朝日）
- 報道ステーション SUNDAY（テレビ朝日）
- 乃木坂46 真夏の全国ツアー2015 オープニング映像「秋元真夏編」（秋元真夏の父の声）：「裸足でSummer」Type-B特典DVD収録